# EuroNight
EuroNight (abreujat EN) és el nom amb el qual es coneixen els trens nocturns nacionals i internacionals dins de la xarxa principal ferroviària europea, principalment a l'Europa Occidental. A diferència del seu equivalent diürn (els EuroCity i InterCity), els trens EuroNight circulen durant la nit i estan equipats amb diversos cotxes amb llits i lliteres que faciliten el descans nocturn dels viatgers. Gairebé tots els serveis EuroNight són serveis internacionals (encara que uns pocs països grans, com França i Alemanya, operen serveis EN a nivell nacional) i són co-operats per diverses empreses ferroviàries nacionals, que poden compartir cotxes en el mateix tren.